# Cameron Girdlestone
Cameron Girdlestone (Sydney, 29 de abril de 1988) é um remador australiano, medalhista olímpico.

## Carreira
Girdlestone competiu nos Jogos Olímpicos de 2016, no Rio de Janeiro, onde conquistou a medalha de prata com a equipe da Austrália no skiff quádruplo.